# Oberhochstätt
Oberhochstätt ist ein Gemeindeteil der Gemeinde Chieming im Landkreis Traunstein (Regierungsbezirk Oberbayern, Bayern).

## Geschichte
1818 wurde das Dorf Oberhochstätt im Zuge des Gemeindeediktes unter König Maximilian I. Joseph (Bayern) eine selbständige politische Gemeinde. Die Ortskapelle ist ein hoher neuromanischer Satteldachbau mit Putzgliederung aus dem Jahr 1894. Am 1. Mai 1978 wurden im Zuge der Gemeindegebietsreform die bisherigen Gemeinden Grabenstätt, Erlstätt und Oberhochstätt zu einer neuen Gemeinde mit dem amtlichen Namen Grabenstätt zusammengeschlossen. Am 1. Januar 1982 wurden Ober- und Unterhochstätt in die Gemeinde Chieming umgegliedert.